# Vairano (Gambarogno)
Vairano è una frazione del comune svizzero di Gambarogno, nel Canton Ticino (distretto di Locarno).

## Geografia fisica
Il paese si affaccia sul Lago Maggiore.

## Storia

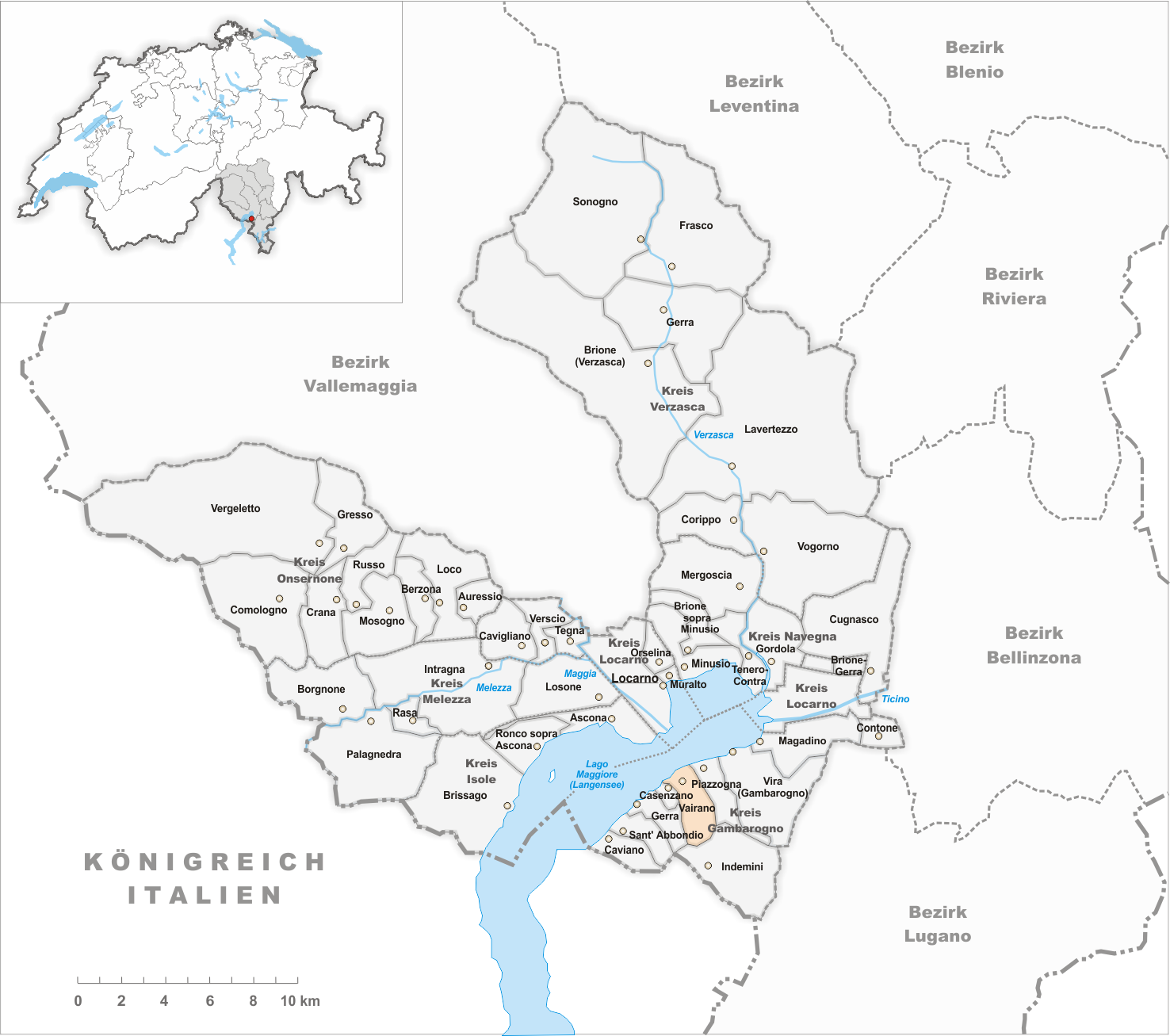
Il territorio del comune di Vairano prima degli accorpamenti comunali del 1929

Già comune autonomo, nel 1929 è stato accorpato all'altro comune soppresso di Casenzano per formare il comune di San Nazzaro, il quale a sua volta nel 2010 è stato accorpato agli altri comuni soppressi di Caviano, Contone, Gerra Gambarogno, Indemini, Magadino, Piazzogna, Sant'Abbondio e Vira Gambarogno per formare il comune di Gambarogno. La fusione è stata decisa dal Consiglio di Stato il 16 aprile 2008 e approvata dal Gran Consiglio ticinese il 23 giugno successivo.

## Monumenti e luoghi d'interesse
- Oratorio di San Rocco, del XVII secolo[senza fonte];
- Parco botanico del Gambarogno, creato da Otto Eisenhut[senza fonte].

## Amministrazione
Ogni famiglia originaria del luogo fa parte del cosiddetto comune patriziale e ha la responsabilità della manutenzione di ogni bene ricadente all'interno dei confini della frazione.